# Vosáhlova vila (Dašice)
Neorenesanční Vosáhlova vila stojí v Jungmannově ulici v Dašicích v okrese Pardubice

## Historie vily
Vilu si nechal postavit továrník Josef Vosáhlo v letech 1900–1901. Architektem byl vyhledávaný projektant Jan Vejrych, který mimo jiné navrhl podobu pardubické radnice. Vila byla po roce 1948 znárodněna, následně byla využívána jako opravna zemědělských strojů a postupně zchátrala natolik, že se zřítila střecha a do objektu zatékalo. Byly provedeny jen základní opravy, přestože vila patřila od roku 1958 mezi chráněné kulturní památky ČR. Od roku 2014 probíhá její postupná rekonstrukce – zatím má Vosáhlova vila nově opravenu střechu včetně pláště budovy a postupně probíhají restaurační práce na oknech a dveřích. 

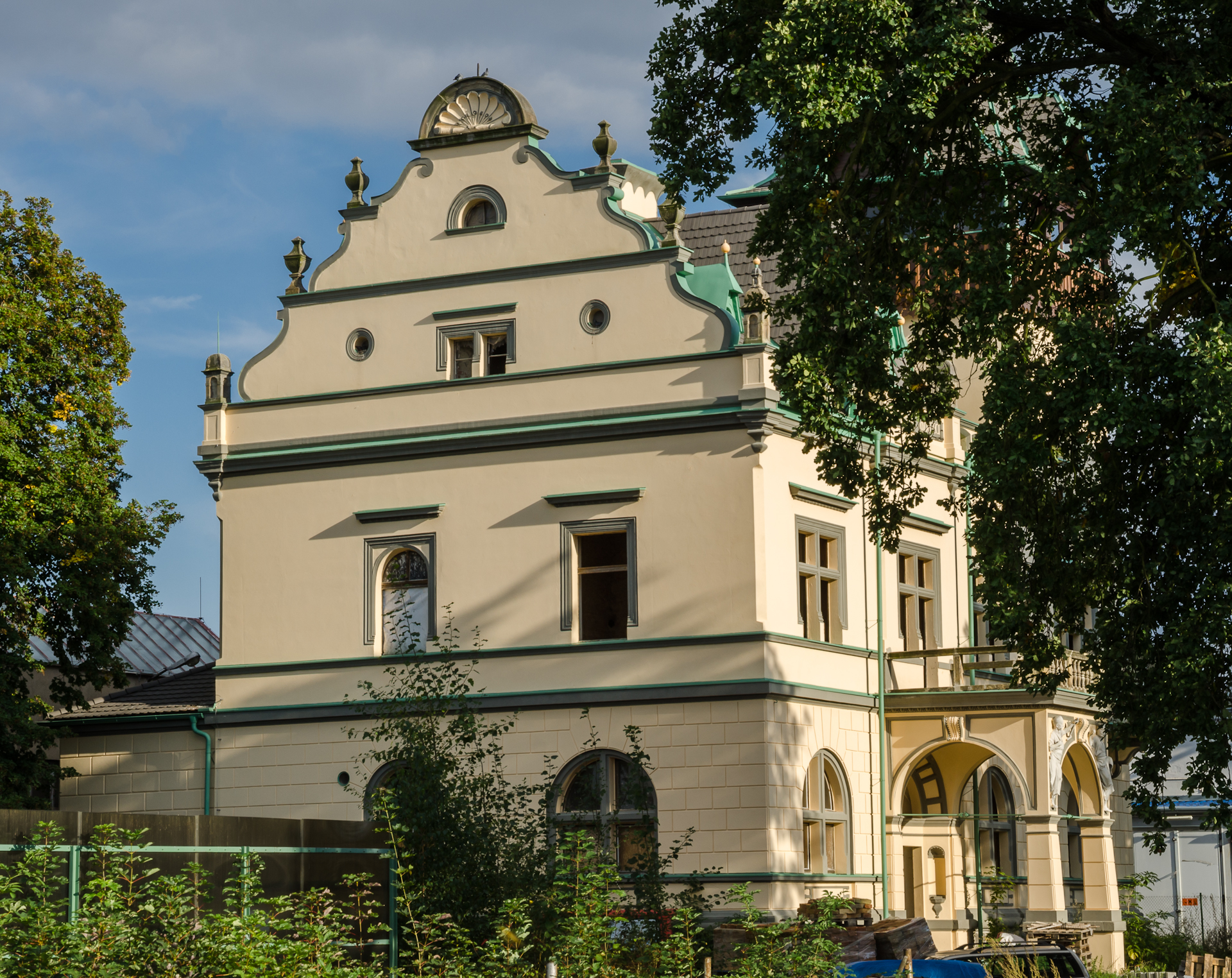
Vosáhlova vila v Dašicích